# Bhim Gurung
Pour les articles homonymes, voir Gurung.
Bhim Bahadur Gurung (en népalais : भीम बहादुर गुरुङ), né le 22 avril 1981 dans le village de Thumi dans le district de Gorkha, est un coureur de fond népalais spécialisé en trail et skyrunning. Il a terminé deuxième du classement Extreme de la Skyrunner World Series 2017 et a notamment remporté l'Annapurna 100 en 2014 et le Trophée Kima en 2016.

## Biographie
Bhim Gurung s'enrôle dans les forces armées népalaises en 2003. Sélectionné dans l'équipe de course à pied de l'armée, il suit un programme d'entraînement pour se spécialiser en marathon. Ayant participé à plusieurs épreuves sur route, il s'essaie au trail en 2010. Il se distingue en 2013 lors de l'Original Everest Marathon où il termine deuxième derrière Ram Kumar Raj Bhand, les deux hommes ayant terminé sous le temps du précédent record du parcours de 2011. Il remporte son premier grand succès en remportant l'Annapurna 100 en 2014.
En 2016, il fait ses débuts en skyrunning et prend part à la Skyrunner World Series. Il y démontre d'emblée d'excellents résultats. Le 30 avril, il effectue une excellente course lors de la Yading Skyrun et parvient à tenir tête au favori Tadei Pivk pour remporter sa première victoire dès sa première course. Le 16 juillet 2017, il prend part au Trophée Kima. Sur le parcours très technique de 50 kilomètres, il lutte au coude-à-coude avec Marco De Gasperi. Bhim parvient à prendre l'avantage en fin de course pour distancer l'Italien et remporter la victoire en 6 h 10 min 44 s, établissant un nouveau record du parcours.
Il connaît une excellente saison 2017. Le 8 avril, il prend part au marathon du pôle Nord. Luttant pour la tête avec le Polonais Piotr Suchenia et son compatriote Samir Tamang, il souffre des températures glaciales de −40 °C et laisse filer le Polonais pour rester aux côtés de Tamir. Ce dernier levant le pied en fin de course, Bhim décroche la deuxième marche du podium. Il se concentre ensuite sur la série Extreme de la Skyrunner World Series. Il démarre la saison avec succès en s'emparant de la tête du classement provisoire grâce à sa victoire au Royal Ultra Sky Marathon. Il confirme sa position de leader en terminant deuxième de la Hamperokken SkyRace derrière le Britannique Jonathan Albon. Il conclut la saison avec une quatrième place à la Glen Coe Skyline, ne parvenant pas à suivre le rythme du trio de tête. Il voit la tête du classement Extreme lui échapper pour seulement 2,4 points au profit de Jonathan Albon.
Le 25 octobre 2019, il est annoncé comme l'un des favoris de la finale des Golden Trail World Series courue dans le cadre de l'Annapurna Trail Marathon. Mené par Kílian Jornet et Davide Magnini, Bhim crée la surprise en arrivant devant eux vers la ligne d'arrivée. Il réalise alors son erreur, ayant coupé les derniers kilomètres ayant pris une mauvaise intersection. Il repart pour effectuer sa dernière boucle de huit kilomètres et se classe finalement septième.

## Palmarès

### Trail
| no  | masculin          | Course                           | Longueur | Départ           | Temps            |
| --- | ----------------- | -------------------------------- | -------- | ---------------- | ---------------- |
| 2e  | Médaille d'argent | Original Everest Marathon        | 42,2 km  | 12 novembre 2013 | 3 h 45 min 20 s  |
| 1re | Médaille d'or     | Annapurna 100                    | 100 km   | 1er avril 2014   | 10 h 42 min 0 s  |
| 2e  | Médaille d'argent | Tenzing Hillary Everest Marathon | 42,2 km  | 29 mai 2014      | 3 h 53 min 58 s  |
| 2e  | Médaille d'argent | Kathmandu Ultra                  | 80 km    | 3 janvier 2015   | 9 h 5 min 0 s    |
| 1re | Médaille d'or     | Tenzing Hillary Everest Marathon | 42,2 km  | 5 octobre 2015   | 4 h 1 min 54 s   |
| 1re | Médaille d'or     | Original Everest Marathon        | 42,2 km  | 21 novembre 2015 | 3 h 42 min 36 s  |
| 1re | Médaille d'or     | Kathmandu Ultra                  | 78 km    | 2 janvier 2016   | 8 h 46 min 50 s  |
| 2e  | Médaille d'argent | Tenzing Hillary Everest Marathon | 42,2 km  | 29 mai 2016      | 4 h 3 min 24 s   |
| 2e  | Médaille d'argent | Kathmandu Ultra                  | 80 km    | 10 décembre 2016 | 12 h 28 min 40 s |
| 2e  | Médaille d'argent | North Pole Marathon              | 42,2 km  | 8 avril 2017     | 4 h 18 min 50 s  |
| 1re | Médaille d'or     | Tenzing Hillary Everest Marathon | 42,2 km  | 29 mai 2018      | 4 h 2 min 3 s    |
| 2e  | Médaille d'argent | Ultra Tour Monte Rosa Mischabel  | 105 km   | 2 septembre 2022 | 16 h 29 min 29 s |

### Skyrunning
| no  | masculin           | Course              | Longueur | Départ            | Temps           |
| --- | ------------------ | ------------------- | -------- | ----------------- | --------------- |
| 1re | Médaille d'or      | Yading Skyrun       | 30 km    | 30 avril 2016     | 3 h 8 min 30 s  |
| 1re | Médaille d'or      | Trophée Kima        | 50 km    | 27 août 2016      | 6 h 10 min 44 s |
| 1re | Médaille d'or      | Yading Skyrun       | 30 km    | 2 mai 2017        | 3 h 6 min 51 s  |
| 1re | Médaille d'or      | Royal Gran Paradiso | 56 km    | 16 juillet 2017   | 6 h 41 min 24 s |
| 2e  | Médaille d'argent  | Hamperokken SkyRace | 57 km    | 5 août 2017       | 7 h 8 min 58 s  |
| 4e  | 4e                 | Glen Coe Skyline    | 55 km    | 17 septembre 2017 | 6 h 56 min 30 s |
| 3e  | Médaille de bronze | Marató Pirineu      | 45 km    | 23 septembre 2017 | 3 h 46 min 52 s |
| 3e  | Médaille de bronze | Yading Skyrun       | 32 km    | 4 mai 2019        | 3 h 28 min 9 s  |